# Кобе Тай
Карла Скотт Картер (нар. 15 січня 1972), відома як Кобе Тай (англ. Kobe Tai) — американської порноакторка. 

## Біографія
Біологічний батько Картер був японцем, а мати китаянкою. Коли її було 5 місяців, її удочерили американські батьки і перевезли до Каліфорнії. У школі Картер була капітаном команди підтримки, грала в софтбол, баскетбол і займалася бігом з бар'єрами.
Потрапила в порноіндустрію в 1996 році у віці 24 років і знялася в близько 70 порнофільмах з 1996 по 2003 рік. Була одружена з порноактором Марком Девісом, з яким пізніше розлучилася. Знімалася для порностудії Vivid Entertainment.
У 2011 році журнал Complex поставив її на 1 місце в списку «50 найбільш гарячих азійських порнозірок всіх часів».
Крім порноіндустрії, знялася у фільмі «Дуже дикі штучки» в ролі стриптизерки. Знімалася в The Man Show та The Helmetcam Show. Крім того, виконала бек-вокал до пісні Мериліна Менсона «New Model No. 15».

## Премії і номінації
| Рік  | Премія     | Результат | Категорія                                                                                | Фільм         |
| ---- | ---------- | --------- | ---------------------------------------------------------------------------------------- | ------------- |
| 1997 | Hot d'or   | Перемога  | Краща американська акторка                                                               | Н/Д           |
| 2000 | AVN Award  | Номінація | Краща акторка другого плану (фільм)                                                      | The Awakening |
| 2000 | AVN Award  | Номінація | Краща сцена групового сексу (фільм)(з Чейном Коллінсом, Еваном Стоуном і Ендрю Янгменом) | The Awakening |
| 2000 | XRCO Award | Номінація | Акторка (Сольний виступ)                                                                 | The Awakening |